# La parola amore esiste
La parola amore esiste è un film del 1998 diretto da Mimmo Calopresti.
È stato presentato nella Quinzaine des Réalisateurs al 51º Festival di Cannes.
Questo film è stato riconosciuto di interesse culturale nazionale dalla Presidenza del Consiglio dei ministri, Dipartimento dello spettacolo.

## Trama
Angela, una trentenne borghese, frequenta lo studio di uno psicoanalista, spinta dalle molte incertezze, paure e fisse che le hanno segnato e al tempo stesso riempito la vita. Nello stesso condominio dello studio incontra Marco, un insegnante di violoncello e se ne innamora; comincia ad inviargli lettere d'amore anonime, a spiarlo da lontano, ma il tutto si rivela inutile perché Marco si invaghisce di una sua allieva, credendola autrice delle lettere e dando vita ad un malinteso. Angela decide di terminare i colloqui con lo psicoanalista, reputandoli inutili o peggio ancora nocivi e, su consiglio della madre, si ritira in una clinica privata fuori città, sperando di ritrovare la serenità che le manca. Ma anche quest'ultima scelta non si rivela azzeccata e, in compagnia di Sara, una degente della clinica innamorata del suo avvocato, prende la decisione di ritornarsene a casa. Durante il viaggio di ritorno, Marco ed Angela si incontrano per puro caso e tutti e tre intraprendono insieme un tratto di strada, con la verità sulle lettere che salta inevitabilmente fuori. Sara, colta dall'ansia e consapevole di non essere ancora pronta per tornare a casa, decide di tornarsene alla clinica; la macchina di Marco resta senza benzina, lui ed Angela, rimasti soli, la spingono a mano fino ad una pompa di benzina.

## Critica
- «Commedia fine di nevrosi incrociate dove i temi sono sfiorati con la leggerezza delle mezze tinte, di tono francese più che italiano. Ottima la Bruni Tedeschi». Commento del dizionario Morandini ().[2]
- «Tutto è al proprio posto, sussurrato, pulito, discreto, puntuale. Riconferma di Bentivoglio e magnifica sorpresa per la straordinaria Bruni Tedeschi». Commento del dizionario Farinotti ().[3]
- «Evita sia la melassa sia il sublime, ricercando un intimismo a base di silenzi, gaffe e frasi lasciate a metà. Fin troppo controllato [...] ma con una giustezza di tono e una maturità di scrittura rara dalle nostre parti». Commento del dizionario Mereghetti ().[4]

## Riconoscimenti
- 1998 - David di Donatello
  - Migliore attrice protagonista a Valeria Bruni Tedeschi
  - Nomination Miglior sceneggiatura a Francesco Bruni, Mimmo Calopresti e Heidrun Schleef
  - Nomination Migliore attrice non protagonista a Marina Confalone
  - Nomination Miglior colonna sonora a Franco Piersanti
- 1999 - Nastro d'argento
  - Miglior soggetto a Francesco Bruni, Mimmo Calopresti e Heidrun Schleef
  - Nomination Miglior attrice protagonista a Valeria Bruni Tedeschi
  - Nomination Miglior attrice non protagonista a Marina Confalone
- 1998 - Ciak d'oro
  - Miglior attrice non protagonista a Marina Confalone